# Col du Tour
Le col du Tour est un col de France et de Suisse situé sur la frontière, dans le massif du Mont-Blanc, entre le glacier du Tour à l'ouest et le plateau du Trient au nord-est, sur l'arête rocheuse reliant les aiguilles du Col du Tour au nord-ouest et la tête Blanche au sud-est,.
Des itinéraires de ski de randonnée passent par le col, notamment celui reliant le refuge Albert-Ier en France à la cabane du Trient en Suisse.